# Đurinac (Svrljig)
Pour les articles homonymes, voir Đurinac.
Đurinac (en serbe cyrillique : Ђуринац) est un village de Serbie situé dans la municipalité de Svrljig, district de Nišava. Au recensement de 2011, il comptait 189 habitants.

## Démographie
| 1948 | 1953 | 1961 | 1971 | 1981 | 1991 | 2002 | 2011 |
| ---- | ---- | ---- | ---- | ---- | ---- | ---- | ---- |
| 444  | 428  | 366  | 345  | 286  | 241  | 200  | 189  |

|  |